# بوب فولتون
بوب فولتون (بالإنجليزية: Bob Fulton)‏ هو لاعب دوري الرغبي أسترالي، ولد في 1 ديسمبر 1947 في وارينغتون في المملكة المتحدة.